# 新奥连蒂
新奥连蒂是巴西塞阿拉州的一个市镇。总面积949.206平方公里，总人口27287人，人口密度28.7人/平方公里。